# Laffly BSRC3
Le Laffly BSRC3 était un camion FPT [fourgon pompe tonne], qui fut fabriqué avant guerre, et qui équipa de très nombreuses casernes de Pompiers. Il était équipé d'une 
double cabine et d'une citerne pour alimenter la lance dévidoir de première intervention, grâce à une pompe de refoulement et de deux dévidoirs sur roues, elle pouvait servir sur plusieurs dizaines de mètres en alimentant plusieurs lances. Les dévidoirs étaient accrochés à l'arrière côte à côte pendant la marche du véhicule
La robustesse de l'engin fut telle, que certains modèles ont encore roulés dans les années 1970 et 80.